# Eiderstedt
Eiderstedt este o arie protejată (arie de protecție specială avifaunistică — SPA) din Germania întinsă pe o suprafață de 6.704 ha, integral pe uscat.

## Localizare
Centrul sitului Eiderstedt este situat la coordonatele 54°21′52″N 8°47′28″E / 54.3644°N 8.7911°E.

## Înființare
Situl Eiderstedt a fost declarat arie de protecție specială avifaunistică în septembrie 2004 pentru a proteja 14 specii de animale.

## Biodiversitate
Situată în ecoregiunea atlantică, aria protejată nu include niciun habitat protejat.
La baza desemnării sitului se află mai multe specii protejate de  păsări (14): ciocârlie-de-câmp (Alauda arvensis), rață cârâitoare (Anas querquedula), fâsă de luncă (Anthus pratensis), Branta leucopsis, chirighiță neagră (Chlidonias niger), erete de stuf (Circus aeruginosus), erete cenușiu (Circus pygargus), prepeliță (Coturnix coturnix), Limosa limosa limosa, Luscinia svecica cyanecula, ploier auriu (Pluvialis apricaria), ciocântors (Recurvirostra avosetta), fluierarul cu picioare roșii (Tringa totanus), nagâț (Vanellus vanellus).